# تصفیه شکر
تصفیه شکر یک روستا در ایران است که در Anaqcheh Rural District واقع شده‌است. تصفیه شکر ۴۱۳ نفر جمعیت دارد.